# 山田元重
山田 元重（やまだ もとしげ）は、安土桃山時代の武将。

## 生涯
父元氏は武田信縄の代からの武田氏家臣で、自身も武田信玄・勝頼の二代に仕えた。天正10年（1582年）武田氏滅亡後は徳川家康に属し、続く天正壬午の乱では信濃出兵の案内役を務めて真田氏や後北条氏と争った。戦後は所領を与えられ、後に柴田康忠の麾下となって信濃高島城を守備し、小笠原氏と戦った。なお天正13年（1585年）の上田合戦には従軍している。天正18年（1590年）小田原征伐にも従軍。没年は明らかではないが、72歳であった。家督は子の元継が継承した。